# Jesetre
Jesetre (lat. Acipenseridae), porodica riba iz reda Acipenseriformes, razred Actinopterygii. Porodica se sastoji se od 4 roda s 26 vrsta.
Tijela su im prekrivena koštanim pločama a kostur je od hrskavice. Životni vijek im je dugačak a spolno veoma sporo sazrijevaju, deset i više godina.
Oči jesetre slabo su razvijene, a važnu ulogu u traženju hrane čine njezini brkovi.
Jesetre žive na sjevernoj hemisferi po velikim rijekama i jezerima, a neke zalaze i u oceane, a mogu narasti i preko 8 metra dužine (Huso huso). Meso im je na cijeni kao i ikra koja se prerađuje u kavijar. Danas su zbog svoje kvalitete ugrožene.
U Jadranu živi jadranska (Acipenser naccarii) i atlantska jesetra ili štirjun (Acipenser sturio), a u Savi, Dravi i Dunavu kečiga (Acipenser ruthenus)
Najveća jesetra ulovljena u Sjevernoj Americi u rijeci Fraser kod Chilliwacka, 2012 godina težila je oko 500 kilograma, i starosti oko 100 godina

## Rodovi
1. Rod Acipenser, 18 vrsta.
2. Rod Huso, dvije vrste
3. Rod Pseudoscaphirhynchus, tri vrste
4. Rod Scaphirhynchus, tri vrste

## Vanjske poveznice
|  | Zajednički poslužitelj ima još gradiva o temi Acipenseridae |
|  | Wikivrste imaju podatke o taksonu Acipenseridae             |